# ديكلان أودونيل
ديكلان أودونيل (بالإنجليزية: Declan O'Donnell)‏ هو لاعب اتحاد الرغبي نيوزيلندي، ولد في 28 نوفمبر 1990.

## وصلات خارجية
- ديكلان أودونيل على موقع سلسلة سباعيات الرغبي العالمية - رجال (الإنجليزية)
- ديكلان أودونيل على موقع ItsRugby.co.uk (الإنجليزية)
- ديكلان أودونيل على موقع اتحاد ألعاب الكومنولث (مؤرشف) (الإنجليزية)